# محي الدين عيتاني
محي الدين عبد الرزاق عيتاني (6 سبتمبر 1929 - 5 أغسطس 2015) ، والمعروف أيضًا باسم طابلو، هو لاعب كرة قدم لبناني لعب كظهير، ولد في رأس بيروت، بيروت، لبنان.

## الإنجازات
النجمة

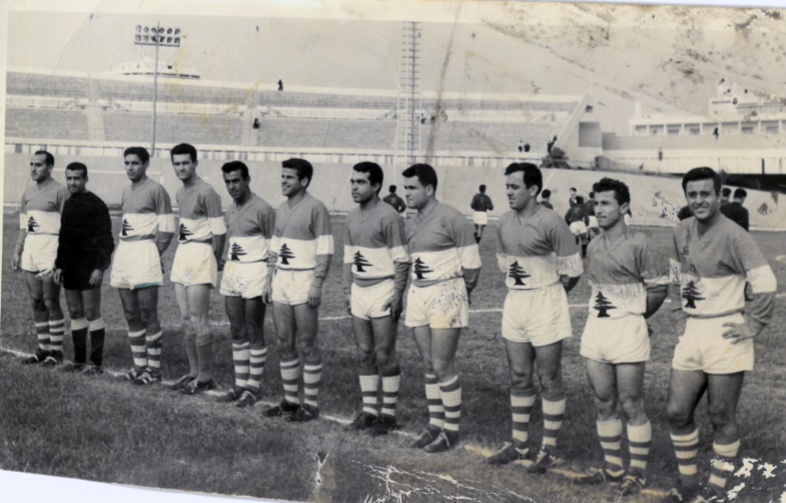
عيتاني (الثاني من اليمين) مع منتخب لبنان في كأس العرب 1963

- الدوري اللبناني الدرجة الثانية: 1950-51

الراسينغ بيروت
- الدوري اللبناني الممتاز: 1964-1965

لبنان
- المركز الثالث في كأس العرب: 1963

فردي
- هداف الدوري اللبناني الممتاز: 1968-1969